# Richard E. Cavazos
Richard Edward Cavazos (ur. 31 stycznia 1929 w Kingsville, zm. 29 października 2017 w San Antonio) – amerykański wojskowy, generał Armii Stanów Zjednoczonych. Podczas wojny w Korei został odznaczony Krzyżem Wybitnej Służby jako pierwszy porucznik i awansował do rangi pierwszego latynoskiego czterogwiazdkowego generała Armii Stanów Zjednoczonych. Podczas wojny w Wietnamie, w stopniu podpułkownika Cavazos został odznaczony po raz drugi Krzyżem Wybitnej Służby. W 1976 awansowany został na stopień generała brygady, tym samym został pierwszym Amerykaninem meksykańskiego pochodzenia, który osiągnął ten stopień w armii Stanów Zjednoczonych. Swoją 33 letnią służbę Cavazos zakończył na stanowisku Dowódcy Sił Zbrojnych Stanów Zjednoczonych (FORSCOM).
25 maja 2022 r. komisja ds. nazewnictwa Departamentu Obrony zaleciła zmianę nazwy Fort Hood – nazwanego na cześć generała Johna Bella Hooda z czasów wojny secesyjnej na Fort Cavazos, w uznaniu służby wojskowej gen. Cavazosa. Sekretarz obrony Lloyd Austin nakazał zmianę nazwy 6 października 2022. Zmiana nazwy nastąpiła 9 maja 2023.

## Wczesne życie i edukacja
Richard Cavazos, Amerykanin meksykańskiego pochodzenia, urodził się 31 stycznia 1929 w Kingsville w Teksasie. Jego bratem jest były sekretarz edukacji Stanów Zjednoczonych Lauro Cavazos. Uzyskał tytuł licencjata w dziedzinie geologii w Texas Technological College (obecnie Texas Tech University) w 1951 roku, gdzie grał w drużynie piłkarskiej i był wybitnym absolwentem programu Reserve Officers’ Training Corps (Korpus szkoleniowy oficerów rezerwy). Otrzymał dalsze wykształcenie wojskowe w Command and General Staff College, British Army Staff College, Armed Forces Staff College i United States Army War College. Przeszedł podstawowe szkolenie oficerskie w Fort Benning w stanie Georgia, a następnie szkolenie w Airborne School. Następnie wyruszył do Korei wraz z 65 pułkiem piechoty.

## Kariera wojskowa

### Wojna koreańska
Podczas wojny koreańskiej jako żołnierz 65. pułku piechoty, jednostki złożonej głównie z rdzennych mieszkańców Portoryko, za swoje bohaterskie czyny otrzymał Srebrną Gwiazdę i Krzyż Wybitnej Służby.
25 lutego 1953 roku Kompania E Cavazosa została zaatakowana przez przeważające siły wroga. Cavazos za swoje czyny po raz kolejny otrzymał Srebrną Gwiazdę. Jego kompanii udało się wyjść zwycięsko z tej bitwy. 14 czerwca 1953 roku Cavazos ponownie wyróżnił się podczas ataku na Wzgórze 142 i ponownie został odznaczony Krzyżem Wybitnej Służby za swoje bohaterskie czyny tego dnia.
W styczniu 2025 za służbę w Korei prezydent Joe Biden nadał mu pośmiertnie Medal Honoru.

### Wojna w Wietnamie
W lutym 1967 Cavazos – wówczas podpułkownik – został dowódcą 1. batalionu 18. pułku piechoty. W październiku i listopadzie 1967 roku jego batalion brał udział w walkach w pobliżu granicy z Kambodżą. Podczas ataku na Lộc Ninh w październiku 1967 roku, jego jednostka odparła wroga. Za zasługi, 17 grudnia 1967 został odznaczony drugim Krzyżem Wybitnej Służby.

### Dalsza służba
Po wojnie w Wietnamie służył jako dowódca 2 Brygady 1 Dywizji Piechoty i dowódca 9 Dywizji Piechoty.
W 1976 Cavazos został pierwszym Latynosem, który osiągnął stopień generała brygady w armii Stanów Zjednoczonych. W 1980 roku został dowódcą III Korpusu.
W 1982 ponownie zapisał się w historii wojskowości, zostając mianowanym pierwszym latynoskim czterogwiazdkowym generałem armii. W tym samym roku objął dowództwo nad Dowództwem Sił Armii Stanów Zjednoczonych. Jego wczesne wsparcie dla FORSCOM i zaangażowanie w rozwój Programu Szkolenia Dowództwa Bojowego miało ogromny wpływ na zdolności bojowe Armii Stanów Zjednoczonych.
17 czerwca 1984 roku, po trzydziestu trzech latach zasłużonej służby, generał Cavazos przeszedł na emeryturę z Armii Stanów Zjednoczonych.
Cavazos zmarł w wieku 88 lat w San Antonio 29 października 2017 r. z powodu powikłań choroby Alzheimera. Został pochowany z pełnymi honorami wojskowymi na Cmentarzu Narodowym Fort Sam Houston w San Antonio.